# Закон о предустановке российского ПО
Закон о предустановке российского ПО — федеральный закон № 425-ФЗ, принятый Государственной Думой 21 ноября 2019 года, «О внесении изменения в статью 4 Закона Российской Федерации „О защите прав потребителей“ с целью „обеспечения потребителям возможности использования предварительно установленных российских программ для электронных вычислительных машин при продаже отдельных видов технически сложных товаров“».
В СМИ законопроект получил название «Закон против Apple» в связи с тем, что компания не позволяет устанавливать дополнительные программы на свои устройства дистрибьюторам.
Изменения в закон предусматривают обязательную предварительную установку российских программ для ЭВМ на телевизоры с цифровым блоком управления, имеющие возможность установки программ из магазинов приложений (Smart-TV), стационарные и портативные компьютеры, смартфоны и планшетные компьютеры и вводят запрет на продажу в РФ устройств без предустановленного российского программного обеспечения.

## История внесения и принятия закона
18 июля 2019 года законопроект, предусматривающий внесение поправок к Закону РФ «О защите прав потребителей» был внесён на рассмотрение Государственной думы Комитетом по экономической политике, промышленности, инновационному развитию и предпринимательству.
Формально авторами законопроекта являются представители всех четырёх парламентских партий — депутаты Государственной думы VII созыва Владимир Гутенёв (Единая Россия), Олег Николаев (Справедливая Россия), Сергей Жигарев (ЛДПР), Александр Ющенко (КПРФ). По данным интернет-издания «Медуза» законопроект был разработан в администрации президента, так же издание обратило внимание на то, что авторы законопроекта часто подписываются под нужными правительству и Кремлю документами.
Закон прошёл все три чтения в Госдуме и получил одобрение Совета Федерации за 20 дней: в первом чтении проект закона был принят 5 ноября 2019 года, во втором чтении — 19 ноября 2019 года, в третьем чтении — 21 ноября 2019 года закон был принят Государственной думой, 25 ноября 2019 года закон был принят Советом Федерации ФС РФ. 2 декабря 2019 года закон был подписан президентом России.
Постановление Правительства о перечне устройств и программ, обязательных к установке
18 ноября 2020 года Правительство РФ утвердило перечень устройств и функциональное назначение программ обязательных к установке. В январе 2021 года Правительство определило перечень программ для электронной техники: для компьютеров — 1 программа, для телевизоров с функцией Smаrt TV — 11 программ, для планшетов и смартфонов — 16 программ для предустановки. В итоговом документе на начало 2021 года обязательным для установки на телевизор стало 21 российское приложение.
Перенесение сроков вступления закона в силу
Принятый Советом Федерации закон после подписания президентом должен был вступить в силу с 1 июля 2020 года, в марте 2020 года срок вступления закона в силу был перенесён на 1 января 2021, из-за пандемии коронавируса, в декабре 2020 года срок вступления закона в силу был перенесён на 1 апреля 2021 года.

## Реакция профессионального сообщества и партнёров РФ по ЕАЭС
В июле 2019 года заместитель министра Министерства цифрового развития, связи и массовых коммуникаций Российской Федерации Михаил Мамонов заявил, что Минкомсвязи «не видит возможности реализации предустановки российского софта». Тогда же Татьяна Радченко, замглавы Аналитического центра при правительстве РФ рассказала о том, что разработчики ПО и участники рынка не поддерживают инициативу по предустановке российского ПО, так как данные меры не способствуют развитию конкуренции.
В ноябре 2019 года Ассоциации компаний розничной торговли, Ассоциации торговых компаний и товаропроизводителей электробытовой и компьютерной техники (ассоциация РАТЭК) которая объединяет Google, Аpple, Samsung, Huawei, Phillips и других производителей, обратилась к В. В. Путину указав, что вступление закона в силу грозит снижением деловой активности на рынке электроники и ПО, нарушает принципы Всемирной торговой организации в части создания преференций для российских разработчиков и усилением дезинтеграционных процессов внутри ЕАЭС. Незадолго до обращения к президенту Ассоциация потребовала от Председателя Государственной думы проведения парламентских слушаний по вопросу принятия закона.
В декабре 2019 года против поправок высказались представители Белоруссии, Казахстана и Киргизии — стран, входящих в Евразийский экономический союз, на совещании департамента функционирования внутренних рынков Евразийской экономической комиссии, отметив, что поправки могут ограничить оборот технически сложных товаров из других стран ЕАЭС в России, а также противоречат генеральному соглашению ВТО по торговле услугами и Техническому регламенту Таможенного союза «О безопасности низковольтного оборудования» и договору о союзе.
Как заявила ФАС, против принятия закона выступили иностранные разработчики оборудования и ПО, среди них Ассоциация торговых компаний и товаропроизводителей электробытовой и компьютерной техники (РАТЭК), Microsoft, Intel, Apple.
Поддержали проект МТС, Mail.ru Group, Мегафон, Лаборатория Касперского, приложения которых впоследствии стали обязательными к предустановке на импортном оборудовании.
В Samsung Electronics заявили, что все требования нового закона будут исполнены, а его принятие не повлияет на планы работы компании в России.

## Вступление закона в силу
31 марта 2021 года информационные агентства и СМИ сообщили о том, что компания Samsung выпустила обновление после которого стало невозможным удалить «Яндекс. Браузер», «Яндекс. Диск» и «Яндекс. Карты». Новый закон предусматривает установку российского ПО на электронику, выпущенную после 1 января 2021 года, однако компания Samsung обновив программное обеспечение, установила неудаляемые приложения на весь модельный ряд, в том числе и на электронику, выпущенную раньше 1 января 2021 года. Обновления с неудаляемыми программами вызвали массовое недовольство пользователей. Представители Яндекса заявили, о том, что они не поддерживают решение Samsung сделать приложения неудаляемыми. Компания Samsung объяснила установку неудаляемых программ на устройства, не подпадавшие под действие закона тем, что технические возможности не позволяют обновлять отдельные устройства, а пользователям смартфонов с неудаляемыми программами посоветовали удалить значки этих программ с рабочего стола.
В конце 2020 года компания Apple заявила о намерении выполнить требования нового закона. В 2021 году Минцифры и корпорация Apple согласовали установку российского программного обеспечения при первой настройке устройства. При первом запуске приобретенных в России смартфонов и планшетов их владельцам открывается диалоговое окно с предложением установить российское ПО. Убрав галочки напротив тех или иных приложений от установки можно отказаться, кроме того на смартфонах и планшетах Apple удалить приложения возможно и после их установки.
Huawei и Xiaomi заявили, что не будут делать неудаляемыми российское ПО.

## Перечень российского ПО, обязательного к предустановке
1. Антивирус Kaspersky Internet Security
2. Приложение «Госуслуги»
3. Приложение платёжной системы MirPay
4. Обозреватель «Яндекс. Браузер»
5. Клиент облачного хранилища «Яндекс. Диск»
6. Поисковик «Яндекс»
7. «Яндекс. Карты»
8. Мессенджер ICQ (принадлежит Mail.ru)
9. Почтовый клиент «Почта Mail.ru» (принадлежит Mail.ru)
10. Приложения соцсети «Вконтакте» (принадлежит Mail.ru)
11. Приложения соцсети «Одноклассники» (принадлежит Mail.ru)
12. Приложение «Новости Mail.ru» (принадлежит Mail.ru)
13. Приложение OK Live (принадлежит Mail.ru)
14. Голосовой помощник «Маруся» (принадлежит Mail.ru)
15. Офисный пакет «Мой офис документы»
16. Applist.ru — агрегатор для доступа к социально значимым ресурсам

1. Wink («Ростелеком»)
2. Ivi
3. «Первый» («Первый канал»)
4. Оkkо
5. Morе.tv
6. Premier
7. «Смотрим» (ВГТРК)
8. НТВ («Телекомпания НТВ»)
9. Start
10. «Матч ТВ»
11. «Мегафон ТВ»
12. «МТС ТВ»
13. «НТВ Плюс»
14. «Триколор кино»
15. «ТВ онлайн»
16. Megogo
17. Movix
18. «SPB TV Россия»
19. «Амедиатека»
20. «Билайн ТВ»
21. «Кино1ТВ»

## Ответственность за нарушение закона
В марте 2021 года Государственная дума внесла изменения в статью 14.8 Кодекса РФ об административных правонарушениях. В соответствии с принятыми поправками с 1 июля 2021 года продажа компьютеров, смартфонов, телевизоров с функцией Smаrt TV без предварительно установленного российского ПО в России или странах ЕАЭС влечёт за собой административный штраф в размере от 30 до 50 тысяч рублей — для должностных лиц, от 50 до 200 тысяч рублей — для юридических лиц.